# Lough Beg (sjö i Storbritannien)
Lough Beg är en sjö i Storbritannien.   Den ligger i riksdelen Nordirland, i den västra delen av landet, 500 km nordväst om huvudstaden London. Lough Beg ligger 12 meter över havet.Trakten runt Lough Beg består i huvudsak av gräsmarker.